# GreenFields Stadion
Het GreenFields Stadion was een hockeystadion in Den Haag. Het stadion stond naast het grotere Kyocera Stadion, ter gelegenheid van het wereldkampioenschap hockey 2014 voor mannen en vrouwen. Het stadion bood plaats aan ongeveer 5.000 toeschouwers, waarvan 1.000 tribuneplaatsen overdekt zijn. Het stadion is vernoemd naar het bedrijf dat de beide stadions op het Forepark van hockey kunstgrasmatten heeft voorzien.
De bouw van het stadion duurde slechts twee maanden. Het stadion werd twee dagen later dan gepland, op 20 april 2014, officieel geopend door hockeyinternationals Jeroen Hertzberger en Seve van Ass. Na afloop van de wereldkampioenschappen is het stadion afgebroken.